# Leonardantonio Sforza
Leonardantonio Sforza (Andria, 14 marzo 1899 – 12 maggio 1979) è stato un politico italiano.

## Biografia
Laureato in Giurisprudenza, esercitò la professione di avvocato. Impegnato in politica con il Partito Comunista Italiano, fu eletto nella III e IV legislatura alla Camera dei deputati, restando in carica dal 1958 al 1968. Dal 1973 al 1978 venne eletto sindaco della sua città natale.
Morì il 12 maggio 1979 all'età di 80 anni.